# Лісні Поляни (Ульяновська область)
Лісні Поляни (рос. Лесные Поляны) — селище в Тереньгульському районі Ульяновської області Російської Федерації.
Населення становить 2 особи. Входить до складу муніципального утворення Красноборське сільське поселення.

## Історія
Від 2004 року входить до складу муніципального утворення Красноборське сільське поселення.

## Населення
| 2010 |
| ---- |
| 2    |